# Nyakazi (periodiskt vattendrag i Burundi)
Nyakazi är ett periodiskt vattendrag i Burundi.   Det ligger i provinsen Makamba, i den södra delen av landet, 120 km sydost om huvudstaden Bujumbura.
Omgivningarna runt Nyakazi är en mosaik av jordbruksmark och naturlig växtlighet. Runt Nyakazi är det ganska tätbefolkat, med 80 invånare per kvadratkilometer.